# Вале Сан Силвестро (Болцано)
Вале Сан Силвестро је насеље у Италији у округу Болцано, региону Трентино-Јужни Тирол.
Према процени из 2011. у насељу је живело 376 становника. Насеље се налази на надморској висини од 1320 м.